# 6113 Tsap
6113 Tsap eller 1982 SX5 är en asteroid i huvudbältet som upptäcktes den 16 september 1982 av den ryska astronomen Ljudmila Tjernych vid Krims astrofysiska observatorium på Krim. Den är uppkallad efter astronomerna Teodor T. Tsap och Yurij T. Tsap.
Asteroiden har en diameter på ungefär 13 kilometer.